# Filchnerella helanshanensis
Filchnerella helanshanensis är en insektsart som beskrevs av Zheng, Z. 1992. Filchnerella helanshanensis ingår i släktet Filchnerella och familjen Pamphagidae. Inga underarter finns listade i Catalogue of Life.